# Archbold-lugasépítő
Az Archbold-lugasépítő (Amblyornis papuensis) a madarak osztályának verébalakúak (Passeriformes)  rendjébe és a lugasépítő-félék (Ptilonorhynchidae) családjába tartozó faj.
A magyar név forrással nincs megerősítve, lehet, hogy az angol név tükörfordítása (Archbold's Bowerbird).

## Rendszerezés
Besorolása vitatott, egyes rendszerezők az Archboldia nembe sorolják Archboldia papuensis néven.

## Előfordulása
Új-Guinea szigetén él, a szigetnek mind az Indonéziához, mind a Pápua Új-Guineához tartozó részén honos.
Mohás erdőkben él.

## Alfajai
- Amblyornis papuensis papuensis
- Sanford-lugasépítő (Amblyornis papuensis sanfordi)

## Megjelenése
Testhossza 37 centiméter.

## Külső hivatkozások
- Képek az interneten a fajról
- Internet Bird Collection - videók a fajról